# حزب کمونیست ایتالیا
حزب کمونیست ایتالیا در سال ۱۹۱۹ و در اثر انشعابی از حزب سوسیالیست ایتالیا تأسیس شد. این انشعاب بر سر مخالفت منشعبین با جنگ جهانی اول و طرفداری از انقلاب بلشویکی روسیه درگرفت. دعواها در حزب سوسیالیست از سال ۱۹۱۴ و شروع جنگ جهانی اول آغاز شده بود. در این هنگام بود که حزب سوسیالیست ایتالیا از حرکت ایتالیا در جنگ پشتیبانی کرد و موضعی گرفتند که در آن سال‌ها لنین و هم‌نظرانش آن موضع را «سوسیال شوونیستی» می‌خواندند. («سوسیالیسم در گفتار و شوونیسم در عمل» اصطلاحی بود که لنین به کار می‌برد) فراکسیون چپ به رهبری آنتونیو گرامشی و پالمیرو تولیاتی و آمادیو بوردیگا از حزب سوسیالیست منشعب شد و حزب کمونیست ایتالیا را بنیان گذاشت. حزب کمونیست به کمینترن (انترناسیونال کمونیستی) پیوست.

## ایتالیا در دوران جنگ اول جهانی
در سال ۱۹۲۱ میلادی گروهی از حزب سوسیالیست ایتالیا جدا شدند و حزب کمونیست ایتالیا را تأسیس کردند.
از دیدگاه اقتصادی دوره قبل از زمان آغاز جنگ اول جهانی با پدیده رشد کلی ایتالیا همراه بود. شرایط اجتماعی کشور، که همراه با اختلافات پیش گفته میان مناطق روستایی و شهری بود، سال‌های اولیه صنعتی سازی ایتالیا و اولین قدم‌ها بسوی یک ساختار مدرن اجتماعی را با شکل‌گیری احزاب سیاسی ایتالیا رقم زد. ظهور این احزاب سیاسی و تنش‌های اجتماعی ناشی از آن تأثیر گسترده‌ای بر جریان‌های بعدی تاریخی ایتالیا بجای گذاشت. به‌دنبال بر خورداری شهروندان ایتالیایی از حق رأی در سال ۱۹۱۳، روند یکپارچه سازی سیاسی کشور تکمیل شد.
در آستانه جنگ اول جهانی، ایتالیا چشم‌انداز ترسیم شده تا آن زمان را دگرگون ساخته و در کنار قدرت‌های متحد، فرانسه، انگلیس و ایالات متحده وارد جنگ شد. به‌دنبال کنفرانس صلح ورسای در سال ۱۹۱۹ مناطق شمالی ترنتینو، التوادیجه و ونتریا جولیا را که برای کامل ساختن روند اتحاد ملی مورد نیاز بود، بدست آورد. ایتالیا هر چند که از جنگ اول جهانی پیروز خارج شده بود، اما از دیدگاه اقتصادی زیر بار فشارهای وارده، دچار چنان آشفتگی‌هایی گردیده بود که دولتهای وقت آن زمان توان هدایت آن را بسوی دست آورده‌های مثبت نداشتند.

## پیدایش حزب کمونیست ایتالیا
در این زمان برخی از تشکیلات سیاسی که بعدها بمدت ده‌ها سال بر آینده کشور تأثیرات عمیقی گذاشت، پا به عرصه وجود گذاردند، از جمله حزب ملت (۱۹۱۹) که بعدها به حزب دموکرات مسیحی تغییر شکل داد، حزب سوسیالیست، حزب کمونیست ایتالیا که توسط آنتونیو گرامشی و پالمیرو تولیاتی و آمادیو بوردیگا پایه‌گذاری شد و طبقات مبارز که توسط موسولینی شکل گرفت (۱۹۱۹) و بعداً در سال ۱۹۲۱ به حزب فاشیست ملی تغییر شکل داد و عامل به قدرت رسیدن موسولینی شد.
در سال‌های پس از جنگ جهانی اول، ایتالیا عرصه کشمکشی سخت میان زحمتکشان و طبقه حاکم بورژوازی بود. تار و پود نظام بورژوازی ایتالیا در اثر جنگ گسسته شده و رخداد انقلاب نزدیک می‌نمود.
احزاب بورژوا منفعل و عقیم بودند. در انتخابات ۱۹۱۹ حزب کمونیست ایتالیا با بیش از دو میلیون
رای توانست ۱۵۶ کرسی پارلمان را به دست آورد. اما با توجه به بحران اقتصادی که هر روز ابعاد فاجعه آمیزتری به خود می‌گرفت و بر بیکاری می‌افزود کمونیستها عملاً برنامه‌ای برای تسخیر دولت و حل بحران نداشتند.
از نظر تاریخی فاشیسم در ایتالیا در سال ۱۹۱۹ به وجود آمد و سه سال بعد توانست حکومت را در این کشور غصب کند. در چنین فضایی بورژوای ایتالیا برای حفظ قدرت خود گروه‌های ضربت فاشیستی ایجاد و از ۱۹۲۰ به بعد بر شمار آن‌ها افزود. آن‌ها به جای درمان ریشه‌ای مشکلات جامعه به کارخانه‌ها یورش برده و تولیدات کارخانه‌ها را غارت کرده و به تهیدستان می‌دادند. در واقع می‌گفتند ما به جای تئوری بافی‌های بیهوده برای حل مشکلات جامعه، فقط عمل می‌کنیم.
اصول اساسی فاشیسم که موسولینی برخی از آن‌ها را در دانشنامه ایتالیا در سال ۱۹۳۲ م. ابراز داشته بود عبارت‌اند از:
- عدم اعتقاد به سودمند بودن صلح
- مخالفت با اندیشه‌های سوسیالیستی
- تقدس پیشوا تا سرحد امکان
- مخالفت با دموکراسی (دموکراسی را بوالهوسی و خودپرستی می‌نامند)

رفته رفته در این ایام موسولینی با حمایت مستقیم بورژوازی و سپس واتیکان توانست قدرت را تصاحب کند و با تمرکز آن اسباب دیکتاتوری فاشیسم را فراهم آورد.

## ممنوعیت حزب کمونیست ایتالیا
در سال ۱۹۲۵ با ممنوع شدن فعالیت تمامی دیگر احزاب، دوره رژیم فاشیست آغاز می‌شود که با سیاست استبدادی و در پوشش ملی‌گرایی، باعث دگرگونی‌های ریشه‌ای در زندگی کشور گردید و آزادی‌های سیاسی را محدود نمود. این رژیم برای ممانعت از دشمنی کلیسای کاتولیک، به توافقی با واتیکان (۱۹۲۹) دست یافت.
در نهایت در سال ۱۹۲۶ به بهانه ساختگی توطئه‌ای که توسط کودک پانزده ساله‌ای علیه جان موسولینی انجام شد؛ فاشیست ها به سرکوب گسترده مخالفان خود به ویژه مارکسیستها پرداختند. همه روزنامه‌های مخالف توقیف شدند. احزاب سیاسی تعطیل و رهبران آن بازداشت گردیدند.
آنتونیو گرامشی (۱۹۳۷–۱۸۹۱) تئوریسین مارکسیست، و از رهبران و بنیان‌گذاران حزب کمونیست ایتالیا که در آن زمان دبیرکل حزب کمونیست ایتالیا بود و باوجود تقلبات گسترده فاشیست ها در انتخابات، توانسته بود به مجلس راه یابد به رغم دارا بودن مصونیت پارلمانی دستگیر و به ۲۰ سال زندان محکوم گردید.
علیرغم تعقیب، زندان و شکنجه، حزب به مبارزه خود علیه فاشیسم به شکل مخفی ادامه داد؛ به همین دلیل نیز پس از سرنگونی فاشیسم، حزب کمونیست ایتالیا تبدیل به یک حزب توده ایی با دو میلیون عضو شد و سندیکاهای کارگری را در مبارزات سیاسی و اجتماعی و اقتصادی هدایت می‌نمود.

## حزب کمونیست ایتالیا و آزادی از فاشیسم
با ورود ایتالیا به جنگ دوم جهانی (۱۹۴۵–۱۹۴۰) علیه متفقین و به‌دنبال ناکامی‌های نظامی در جنگ دوم جهانی رژیم فاشیستی موسولینی سقوط کرد.
بازسازی دموکراسی و اداره وضعیت سخت کشور بعد از پایان جنگ و سعی در از بین بردن هر آنچه از رژیم فاشیستی به ارث مانده بود، باعث شد تا مجمع قانون اساسی شکل بگیرد.
در دوم ژوئن سال ۱۹۴۶، نتیجه همه‌پرسی برای تعیین رژیم ایتالیا نیز بنفع جمهوریخواهان تمام شد و ۱۲ میلیون ایتالیائی به نفع جمهوریت رأی دادند و ۱۰ میلیون به نفع سلطنت. در نتیجه، بار دیگر حکومت جمهوری پس از ۳۰۰ سال در ایتالیا برقرار گردید. به‌دنبال انجام همه‌پرسی جمهوری ایتالیا متولد شد و حزب کمونیست ایتالیا قانونی گردید.
انتخابات ایتالیا در روز یکشنبه ۱۲ خرداد (۲٫۶٫۱۹۴۶) در سراسر ایتالیا شروع و نتیجه آن به قرار ذیل اعلام گردید:
- حزب دمکرات مسیحی ۲۱۰ کرسی
- حزب سوسیالیست ۱۱۸ کرسی
- حزب کمونیست ۱۰۸ کرسی
- اتحاد ملی دمکراتیک ۳۸ کرسی
- حزب جمهوری طلب ۱۵ کرسی
- سلطنت طلب‌ها ۲۴ کرسی
- متفرقه ۳۵ کرسی

## پی آمد جنگ دوم جهانی
پیروزی ارتش سرخ بر فاشیسم و ارتش هیتلری تنها یک پیروزی برای مردم شوروی نبود، آثار آن در کشورهای غرب اروپا هم با نفوذ احزاب کمونیست در میان مردم پدیدار شد در سال ۱۹۴۶ نزدیک به ۲۸ ٪ به حزب کمونیست فرانسه رأی دادند. در سال ۱۹۴۶ حزب کمونیست ایتالیا ۱٬۸ میلیون عضو داشت و تعداد آنان یک سال بعد به ۲ میلیون نفر افزایش یافت و از همین‌جا بود که طبقهٔ کارگر کشورهایی مانند ایتالیا، فرانسه، بلژیک و غیره توانستند دستاوردهای اجتماعی بسیاری را مطالبه کرده و به چنگ آورند.
منبع: ویکی انگلیسی